# Buchmühle (Schnelldorf)
Buchmühle (früher auch Heckelmühle genannt) ist ein Wohnplatz der Gemeinde Schnelldorf im Landkreis Ansbach (Mittelfranken, Bayern). Buchmühle liegt in der Gemarkung Oberampfrach.

## Geografie
Die Einöde besteht aus zwei Wohngebäuden mit eigener Hausnummerierung und zwei Nebengebäuden. Sie liegt am Heckelbach, der 200 Meter weiter südlich als linker Zufluss in die Ampfrach mündet. Dieses Gebiet steht unter Naturschutz. Ein Anliegerweg führt 200 Meter nordwestlich zur Feuchtwangener Straße (= Staatsstraße 2222), die nach Schnelldorf (0,25 km westlich) bzw. an Oberampfrach vorbei (1 km östlich) nach Unterampfrach führt (3 km südöstlich).

## Geschichte
Buchmühle (auch Heckelmühle genannt) lag im Fraischbezirk des ansbachischen Oberamtes Feuchtwangen. Die Mahlmühle hatte das hohenlohe-bartensteinische Amt Schnelldorf als Grundherrn. Von 1797 bis 1808 unterstand der Ort dem Justiz- und Kammeramt Feuchtwangen.
Mit dem Gemeindeedikt (frühes 19. Jahrhundert) wurde Buchmühle dem Steuerdistrikt und der Ruralgemeinde Oberampfrach zugeordnet. Am 21. Dezember 1971 wurde die Gemeinde nach Schnelldorf umbenannt.
Nach 1882 wird Buchmühle nicht mehr als Ortsteil geführt.

## Einwohnerentwicklung
| Jahr      | 001818 | 001836 | 001840 | 001861 | 001871 |
| Einwohner | 7      | 8      | 6      | *      | 6      |
| Häuser    | 1      | 1      | 1      |        |        |
| Quelle    | [ 7 ]  | [ 8 ]  | [ 9 ]  | [ 10 ] | [ 11 ] |

## Religion
Der Ort ist seit der Reformation evangelisch-lutherisch geprägt und bis heute nach St. Georg (Oberampfrach) gepfarrt. Die Einwohner römisch-katholischer Konfession sind nach St. Ulrich und Afra (Feuchtwangen) gepfarrt.

## Weblink
- Buchmühle in der Ortsdatenbank von bavarikon, abgerufen am 19. August 2021.